# Södermanlands runinskrifter 76
Södermanlands runinskrifter 76 är en nu försvunnen vikingatida runsten som funnits i Lista kyrka, Lista socken och Eskilstuna kommun. Johan Peringskiöld rapporterade 1686 om denna runsten som han beskrev fanns "I Lijsta Kyrkiodörr". Stenen är 1,88 meter hög och 1,12 meter bred.

## Inskriften
Translitterering av runraden:
[ofa · lit · kiara · m... ... ...iiulf · faþur · sin · kuþ · hialbi · selu · hans]
Normalisering till runsvenska:
Tofa(?)/Bofa(?) let giæra m[ærki] ... Viulf(?), faður sinn. Guð hialpi selu hans.
Översättning till nusvenska:
Tova(?) lät göra minnesmärke ... Viulv(?), sin fader. Gud hjälpe hans själ.